# Paleografie
Paleografie (z řeckého Πάλαια γραφή palaia grafé „staré písmo“) je pomocná věda historická zabývající se vývojem písma, číslic a dalších grafických znaků, jakými jsou ligatury a zkratky. Dále zkoumá způsoby psaní, vývoj psacích látek apod. Patří mezi nejdůležitější pomocné vědy historické, protože je nezbytná pro četbu starých rukopisů.
Původně zkoumala především texty psané písmem latinkou bez ohledu na použitý jazyk. Teprve postupně se její zaměření rozšířilo na další písma (řecké, jehož výzkum zahájil Bernard de Montfaucon, písma slovanských jazyků atd.). Proto se paleografie rozlišuje podle toho, jaké písmo zkoumá: latinská, řecká, ruská, arabská apod.

## Základní pojmy
- psací látky
- ligatury & zkratky
- zběžnost písma (tj. nakolik je "ruční" - psací písmo, kreslené písmo, polokurzíva, kurzíva)

## Vymezení a poslání
Úkolem paleografie je studium (starého) písma za účelem jeho správného čtení a interpretace, jeho časové a místní zařazení. Paleografové se zpravidla vymezují vůči kulterněhistorickému pojetí dějin písma a vidí postavení paleografie v praktickém pojetí sledování vývoje písma na dochovaných písemných památkách. Přestože pramenem paleografie je především písmo samotné, do paleografie bylo zahrnuto zkoumání psacích látek a psacího náčiní (držení pera a psací látka významně ovlivňuje výslednou podobu písma).
Existuje shoda, že se paleografie člení podle zkoumaného písma, tedy na latinskou, řeckou, slovanskou (hlaholskou, cyrilskou), hebrejskou, arabskou atd. Z podobných důvodů získala svoji specifickou roli paleografie zabývající se notovým zápisem (hudební paleografie). Není výjimečné dělit paleografii podle chronologického principu na antickou a středověkou paleografii. Spíše terminologicky není ustálena paleografie zkoumající novověká písma (novověká paleografie), protože někteří autoři poukazují, že pro novověké písmo nemůže být „staré písmo“, které paleografie podle svého jména zkoumá (proto byly snahy zavést nové označení neografie, leč toto označení se v češtině nikdy nevžilo – jistou tradici má v polštině).
Méně jasné je vymezení paleografie vůči dalším pomocným vědám. Není výjimečné pojetí diplomatiky jako vědy zkoumající listiny (úřední písemnosti) v úplnosti, tedy včetně písma, což potřebu paleografie odsouvá. Naopak paleografie se dobře uplatňuje u rukopisů, protože kodikologie písmo rukopisu zpravidla nezkoumá. Většinou zvláštní postavení má tzv. epigrafická paleografie (paleografie nápisů), především díky svébytnému vzniku písem na nápisech (podobně se vymezuje, či může vymezit paleografie u dalších pomocných věd historických, jako numismatiky a faleristiky). Paleografie se primárně zabývá psacím písmem (proto i zvláštní vztah k epigrafice), nicméně může pomoct i při zkoumání tiskových písem (zejména inkunábulí) byť je otázka do jaké míry se profilovala samostatná paleografie tiskového písma.

## Vývoj latinského písma

### Středověká latinská paleografie
Latinské písmo vzniklo asi v 7. století př. n. l. odvozením od řeckého písma, které Římané přejali od Etrusků. Postupně tak vznikla archaická latinka (7. - 4. století př. n. l.), v níž mělo jedno písmeno více tvarů. Od 4. století př. n. l. probíhala stabilizace jednotlivých liter a na epigrafických památkách po roce 200 př. n. l. již nacházíme stabilizované písmo monumentální, jehož nejznámějšími zástupci jsou scriptura quadrata a scriptura actuaria. V knižních písmech k nejznámějším patří kapitála kvadrátní a rustická kapitála. Pro běžnější potřeby byla od 1. století př. n. l. užívána starší římská kurzíva (majuskulní), z níž pak ve 3. století vznikla mladší římská kurzíva (minuskulní).
Unciála (3. - 8. století) byla písmem majuskulním a navazovala na kapitálu kvadrátní - měla však zaokrouhlený tvar. Postupem času přešla v polounciálu, ve které se mísila majuskule a minuskule.
Národní písma (6. - 12. století) začala vznikat po ukončení procesu stěhování národů a souvisela s christianizací. Nejdůležitější byly dvě skupiny národních písem - kontinentální (zejména v kontinentální Evropě, navazovala na mladší římskou kurzívu) a insulární (Britské ostrovy, navazovala na unciálu a polounciálu). V rámci těchto dvou skupin existovalo mnoho variací, takže jejich četba vyžadovala nemalou znalost. Proto byly podnikány pokusy o vytvoření jednotného písma.
K úspěšnému sjednocení došlo ve Franské říši během karolinské renesance (8. století), kde vznikla karolinská minuskula, která vyhovovala všem důležitým požadavkům – byla čitelná, jednoduchá i estetická. Brzy proto zatlačila národní písma. Její variantou byla diplomatická minuskula, která písmena izolovala a omezila používání nepřeberného množství zkratek (s postupem času však zkratek znovu začalo přibývat).

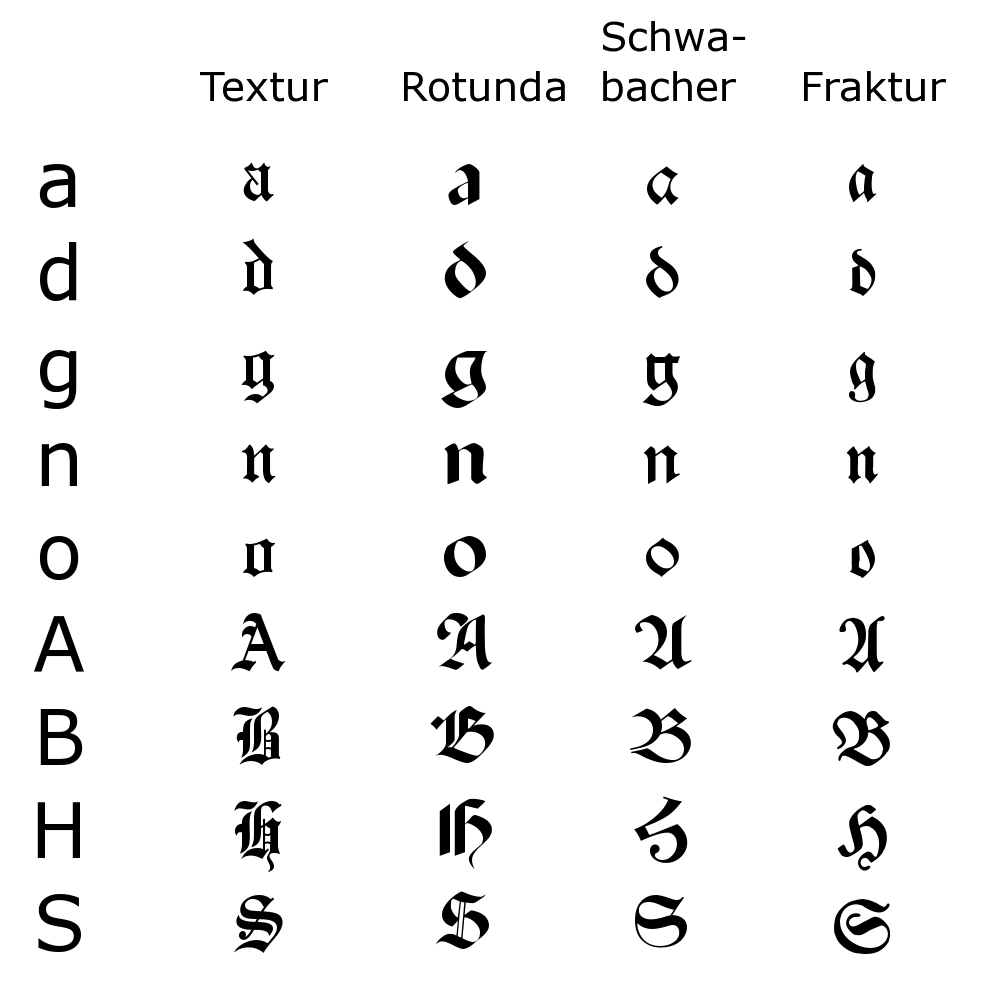
Gotica texturalis - humanistická rotunda - švabach (tisknuté neogotické písmo) - neogotická fraktura

V 12. století se však změnilo estetické cítění a způsob seříznutí pera, navíc vzrostla i potřeba psát. Písmo se tedy zvertikálnilo a obloučky caroliny se začaly lámat. Části písmen se také začaly stínovat, takže písmena byla tvořena silnými a vlasovými tahy. Tímto způsobem tedy vznikla gotická minuskula, která se s postupem času rozdělila do tří podskupin: gotica texturalis (dekorativní), gotica cursiva (zběžné písmo - naklánění písmen, ligatury), bastarda (křížením dvou předchozích, polokurzíva). Všechny tyto formy náleží do gotických písem.

### Novověká latinská paleografie
Novověká písma lze rozdělit do dvou velkých skupin: humanistická písma a neogotická písma.
Humanistické písmo souviselo, jak název napovídá, s humanismem a vzniklo tedy v 15. století v důsledku zvyšující se gramotnosti. Minuskuly humanistického písma pochází z caroliny, majuskuly pak z římské kapitály. Tempo psaní se zrychlilo a v mnohem větší míře se začaly projevovat individuální rysy pisatele. Vzhledem k různému použití písma se vydělily opět tři základní druhy humanistického písma: kreslené (okrouhlé, rotunda) - tento typ začal napodobovat knihtisk, čímž vznikla antikva, polokurzíva (spojování některých písmen), kurzíva (rychlejší, písmena psána jedním tahem, naklánění písma doprava).
Obdobné tři typy pak vznikly i v novogotickém písmu: kreslené (fraktura), polokurzivní (kanzlei) a kurzivní (kurent). Novogotické písmo se vyvinulo ze středověké gotické minuskule a bylo používáno až do roku 1941, kdy bylo i v Německu zavedeno písmo humanistické.

## Vývoj písma v českých zemích
V 9. století byla na Velké Moravě používána hlaholice, která byla odvozena od řeckého písma, nicméně brzy převládla písma latinská. Zprvu to byla karolina, od 13. století pak česká varianta bastardy. Od 15. století jsou české a německé texty psány neogotickým písmem, zatímco latinské texty humanistickým. Tento úzus trval až do národního obrození, kdy se začaly české texty psát humanistickým písmem. Novogotické písmo pak přetrvalo do již výše zmíněného roku 1941.